# Miklos Molnar (fotbalist)
Miklos Jon Molnar (în maghiară Molnár Miklós János; n. 10 aprilie 1970, Copenhaga, Danemarca) este un fotbalist danez de origine maghiară, în prezent retras din activitate. A evoluat pe postul de atacant pentru mai multe cluburi din Danemarca și alte țări. Supranumit Dinamita Daneză, Molnar a fost cel mai bun marcator al campionatului danez de fotbal în anii 1989 și 1997. În anul 2000 a câștigat Cupa MLS alături de formația Kansas City Wizards. Între anii 1990-2000, Miklos Molnar a evoluat la echipa națională de fotbal (seniori) a Danemarcei de 18 ori, pentru care a marcat 2 goluri.